# I Monster
I Monster es un dúo inglés de Música electrónica, compuesto por los productores discográficos de Sheffield Dean Honer y Jarrod Gosling.
I Monster y su sello Twins of Evil llevan el nombre de películas de terror protagonizadas por Peter Cushing (es decir, I, Monster y Twins of Evil).

## Historia

### Formación yThese Are Our Children
I Monster se formó en 1997 y lanzó su álbum debut These Are Our Children en 1998. Sin embargo, debido a que Honer estaba involucrado con los creadores de éxitos All Seeing I, no fue hasta 2001 que lanzaron su primer sencillo, "Daydream in Blue", un remix de la versión de The Gunter Kallmann Choir de "Daydream" de The Wallace Collection. La canción fue lanzada originalmente en 7" en el propio sello discográfico de Honer, Cercle Records, que fundó con Barry Seven de Add N to (X) . Más tarde se relanzó con una nueva mezcla en el sello Instant Karma (en asociación con su propio sello Twins of Evil); que también ha lanzado material de las bandas Kings Have Long Arms y Mu Chan Clan. La canción también apareció en el episodio 3 de la temporada 1 en el drama televisivo de BBC Television La movida. La pista alcanzó el puesto 20 en la lista de singles del Reino Unido en junio de 2001.

### Neveroddoreven
Lanzaron su segundo álbum Neveroddoreven en 2003, que fue relanzado con una nueva portada en 2005 en Dharma Records. Los miembros son DJ invitados regulares en todo el país y han tocado en vivo en Londres y en varios festivales de música europeos. Parte de la banda en vivo la forman Fred de Fred y Marion Benoist de la banda The Lovers, a la guitarra y voz respectivamente. Se lanzaron pistas adicionales y rarezas de "Neveroddoreven" en los álbumes Rare y Remixed (ambos de 2012).

### Fast, Cheap and Out of Control
En 2007, I Monster comenzó a colaborar con la artista pop finlandesa HK119 para su segundo álbum. El proyecto resultante, Fast, Cheap and Out of Control, fue lanzado en septiembre de 2008 en One Little Indian Records, y vio a I Monster coescribir y coproducir más de las tres cuartas partes del álbum. Esta colaboración provino del papel anterior de Dean Honer como remezcladora del sencillo debut de HK119, "Pick Me Up", de su álbum debut homónimo en 2006.

### A Dense Swarm of Ancient Stars
En 2009, la banda lanzó la continuación de Neveroddoreven, titulada A Dense Swarm of Ancient Stars, su tercer álbum.

### Credo
En 2011, la banda produjo Credo de la banda británicaThe Human League, su primer álbum en 10 años.

### Swarf
En 2013, se lanzó una colección de rarezas del álbum A Dense Swarm of Ancient Stars en el álbum Swarf.

### Bright Sparks
Su cuarto álbum, Bright Sparks, fue lanzado el 26 de febrero de 2016.
Bright Sparks Instrumental, una versión instrumental del álbum, fue lanzada el 19 de julio de 2016 en el sitio Bandcamp del grupo. En este álbum se incluye una pista de vista previa de Bright Sparks Volume Two, que el grupo ha declarado que aparecerá en el futuro.

## Discografía
Álbumes de estudio
- Estos son nuestros hijos (1998)
- Neveroddoreven (2003)
- A Dense Swarm of Ancient Stars (2009)
- Bright Sparks (2016)
- A Dollop Of HP (2017)
- People Soup (2019)

Álbumes recopilatorios
- Rare (2012)
- Remixed (2012)
- Swarf (2013)

Álbumes instrumentales
- Bright Sparks Instrumental (2016)

## Colaboraciones
- The All Seeing I - Pickled Eggs & Sherbet (1999)
- HK119 - Fast, Cheap and Out of Control (2008)
- Varios artistas - The Art Of Chill 6 - Mezclado por I Monster (2009)
- Skywatchers - El manual de Skywatchers (2010)
- The Human League - Credo (productores, 2011)
- Kevin Pearce - Pocket Handkerchief Lane (productores, 2011)[8]
- El Consejo de Investigación Excéntrico - 1612 Underture (2012)[9]
- Kevin Pearce - Matthew Hopkins and the Wormhole - Act Two de Kevin Pearce (Treatments by Dean Honer) (productores, 2013)[10]
- I Monster / People Soup - I Monster presenta People Soup (2013)[11]

## En la cultura popular
La música de la banda también se ha utilizado en una serie de películas como Shaun of the Dead, Steal, el video de snowboard "From _______ with Love" (Mack Dawg Productions), y ha sido sampleada por la artista de hip hop Lupe Fiasco en su segundo sencillo, "Daydreamin'". Se utilizó en el anuncio del Ford Focus ST en el Reino Unido y también se tradujo a otros idiomas (por ejemplo, turco) para su uso en otros países europeos. "Daydream in Blue" apareció en el estreno de la temporada 2 de Mr. Robot.
El remix "Glamour Puss" de su canción "Hey Mrs." fue utilizado en comerciales de televisión para Absolut Vodka y la serie de televisión Eureka.
Su canción "Daydream in Blue" se utilizó en la serie de televisión de la BBC Hustle, Serie 1, episodio 3, también en la película de información pública galesa Cow y en la serie de televisión de Apple TV Severance, episodio 2.
"These Are Our Children" se utilizó varias veces en la serie de televisión australiana Underbelly; y fue lanzado posteriormente como parte de la banda sonora de Underbelly. También se utilizó como música de fondo en el episodio 5 del drama de ITV Married Single Other. La canción "Heaven" se usó en la introducción del episodio de la quinta temporada "Disturbed" del programa de televisión Numb3rs.
"Stobart's Blues" se utilizó en el episodio de estreno de la quinta temporada de BBC Top Gear, cuando James May hizo una reseña del Vauxhall Monaro.
Una versión acústica de "Daydream in Blue" formó parte de la banda sonora de la telenovela brasileña A Dona do Pedaço en 2019 y se utilizó en un comercial de helados Magnum Ruby.